# 二郎庙 (丹凤)
33°43′46″N 110°11′43″E / 33.72944°N 110.19528°E
二郎庙位于中国陕西省丹凤县棣花镇贾塬村，是祭祀二郎神的庙宇，1992年被列为第三批陕西省文物保护单位。
二郎庙始建于金大安三年（1211年），经历代五次修葺，仍保持金代原有风格。庙坐北朝南，仅有大殿一座，面阔三间，明间宽4米，次间宽1.1米，进深7米，单檐歇山顶，顶铺黄色琉璃瓦。殿东侧并排有一座关帝庙，建于清咸丰年间，二者形制结构完全相同。